# سفارت بریتانیا در پیونگ یانگ
سفارت بریتانیا در پیونگ یانگ (به لاتین: Embassy of the United Kingdom) یک منطقهٔ مسکونی و نمایندگی سیاسی این کشور در کره شمالی است که در تائدونگانگ-گویوک واقع شده‌است.